# 듀크 대학교

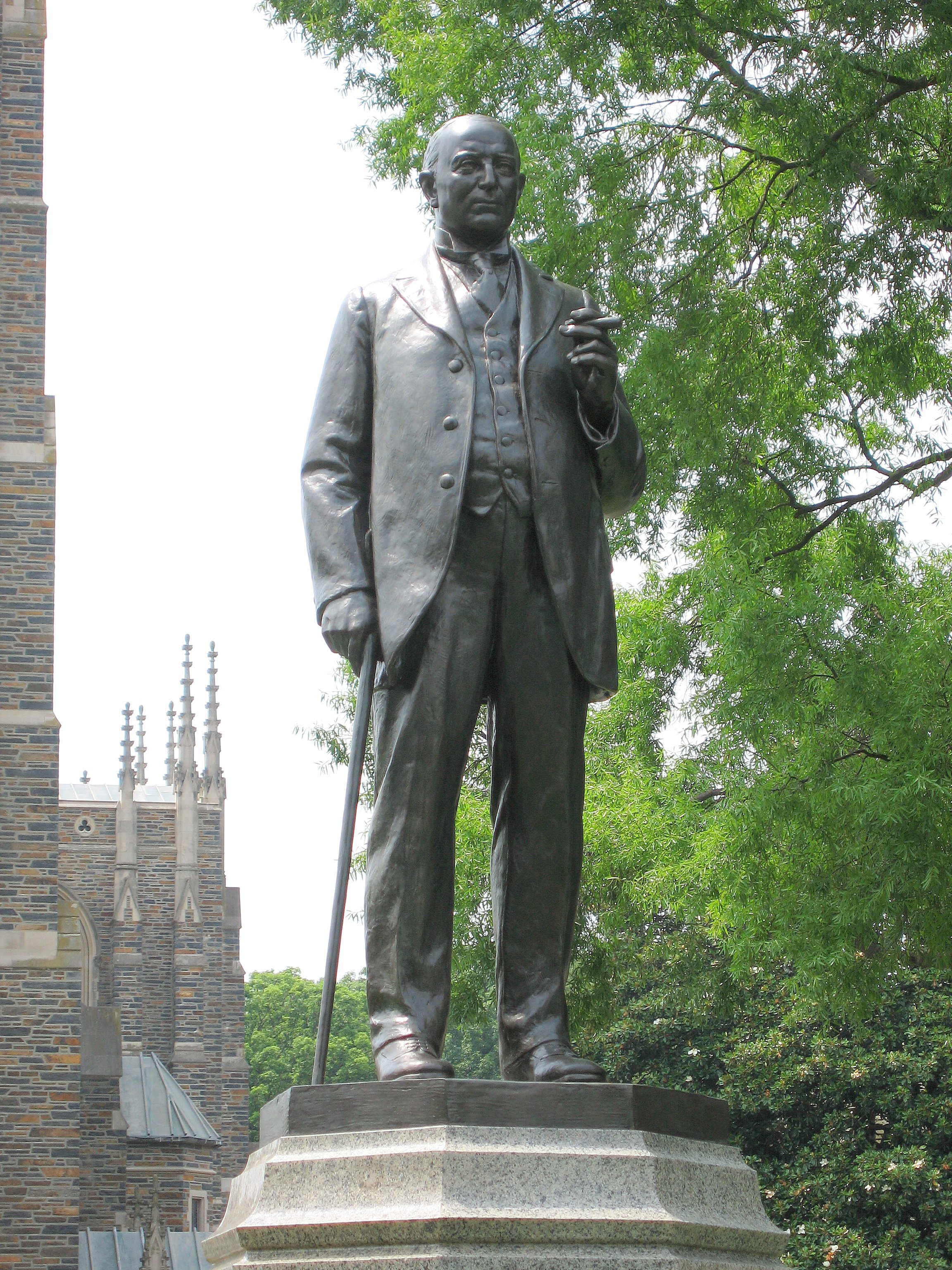
제임스 듀크 동상

듀크 대학교(영어: Duke University)는 미국 노스캐롤라이나주의 더럼에 있는 연구 중심 사립 대학교이며 미국 최상위권 명문 대학 중 하나이다. 한국에서는 많이 알려있지 않지만 미국 내 10위권 (T-10) 안에 드는 대학교이다.
듀크 대학은 문리대인 트리니티 칼리지(Trinity College)와 공대인 프랫 공대(Pratt School of Engineering)로 나뉘어 있다. 듀크 대학교에는 대학과 대학원에 모두 약 만 2천명의 학생이 등록하고 있으며 그중 약 14% 가량이 외국 유학생이다.(학부 6%, 대학원 23.9%) 학부 재학생 중 소수민족으로는 동양계가 22%로 가장 많다. (대학원학생 중 동양계 학생은 8.7%.) 교수 학생의 비율은 9:1로, 이 지역의 다른 어느 대학보다 좋은 교육 여건을 갖고 있다. 듀크대학에는 학부 문리대와 함께 대학원, 법대, 신학대, 의대, 간호대, 환경 지구과학대, 공대, 경영대 등 대학원 과정의 전문직 학교들이 있다.
연구중심 학과중에 특히 생의학 공학이 전국 최고 수준으로 꼽히며, 생태학, 생물학, 신경과학 등도 상위 그룹에 속해있다. 가까이 있는 의학 센터에 힘입어 생화학과 약리학도 매우 좋은 평가를 받는 학과들로 꼽힌다. 문리대에서는 정치학과, 경제학과, 공공정책학과 등이 전국 최상위권에 포함된다. 또한 영문학과 낭만주의 연구는 전국의 관심을 끌고 학생들의 인기도 높은 학과들이다. 듀크대는 학문뿐 아니라 스포츠로도 많이 알려져 있다. 골프, 테니스, 라크로스 등 다양한 스포츠 프로그램이 있으며 농구팀은 거의 매년 미국 대학 리그 우승후보로 거론된다.

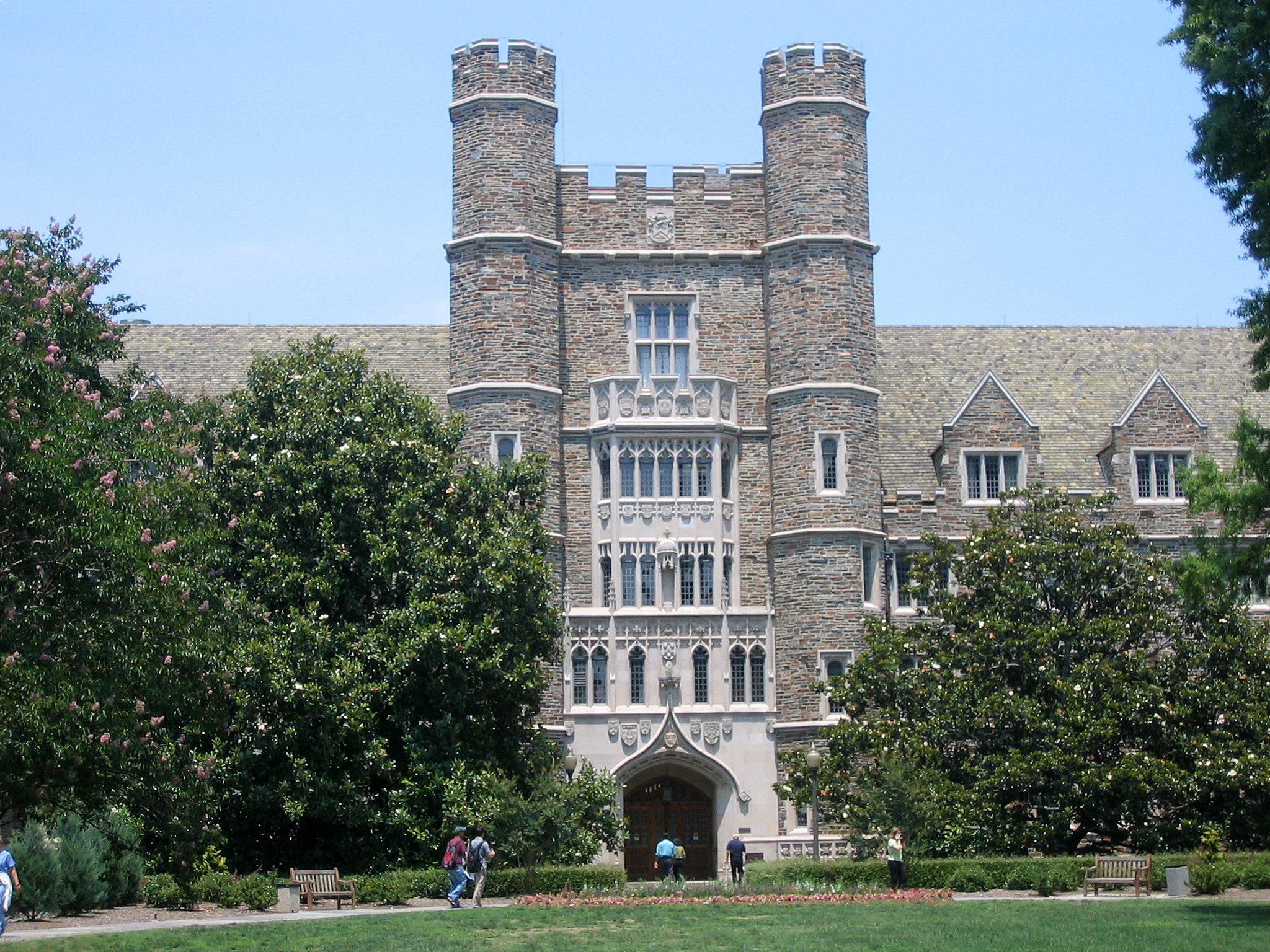
듀크 대학교 의학대학원 건물

## 역사
듀크 대학교는 노스캐롤라이나주 더럼 시에 위치한 명문 사립 연구 중심 대학이다. 1838년 트리니티(Trinity) 마을에 감리교도(Methodist)와 퀘이커교도(Quaker)들에 의해 설립된 대학으로 다섯번의 이름 변경 후에, 1924년부터 듀크 대학교(Duke University)로 불리게 되었다. 물론 듀크 대학은 듀크라는 사람이 설립한 학교가 아니다. 1838년 브라운 스쿨(Brown School)로 시작하여 유니언 인스티투트(Union Institute Academy)로 1841년에 개명되었고, 1851년 노멀 칼리지(Normal College) 그리고, 1859년 트리니티 칼리지(Trinity College)로 개명되었다. 특히 1892년에는 트리니티(Trinity)가 워싱턴 듀크(Washington Duke)의 거대한 기부로 인해 현 위치인 더럼(Durham) 지역으로 이주하게 되었고 1896년에는 여학생에게도 교육의 기회가 주어지면서 트리니티 칼리지는 더욱 더 발전하게 되었다.
1924년에는 워싱턴 듀크의 아들인 제임스 듀크(James B. Duke)가 사천만 달러 신용 기금으로 듀크 기금(The Duke Endowment)을 설립하게 되었고, 이 기금의 매년 수입으로 병원, 고아원, 감리교회, 트리니티 칼리지 등이 많은 수혜를 받고 발전을 거듭하게 되었다. 당시 윌리엄 프레스턴 퓨(William Preston Few)총장이 제임스 듀크와 상의하여 제임스의 아버지 워싱턴 듀크 이름을 영원히 기억하자는 의미에서 트리니티 칼리지에서 '듀크 대학교'로 1924년에 최종 개명되었다. 이후 듀크 대학은 프린스턴 대학 건물을 모델로 많은 건물들을 이스트 캠퍼스에 완공하여 오늘날 아름다운 캠퍼스를 갖춘 학교로 발전하게 되었다.

## 캠퍼스
듀크대학교는 8,610 에이커(acres)의 땅에 220개의 건물을 보유하고 있는데 이중 7,200 에이커는 소위 듀크 숲(Duke Forest)이다. 듀크대학교의 캠퍼스는 크게 나누어 4개의 지역으로 구분된다. 서캠퍼스(West Campus), 동캠퍼스(East Campus), 중앙캠퍼스(Central Campus), 그리고 메디컬 센터(Medical Center)로 구분되는 것이다. 건물들은 고딕 건축 양식으로 되어있어 사람들은 듀크대학교를 고딕 원더랜드(the Gothic Wonderland)라는 고딕의 동화나라로 일컫기도 한다.

## 학부 입학 현황
2027년 졸업예정으로 2023년 가을에 입학하는 신입생(Class of 2027)의 경우 49,469명의 지원자 중 6%인 2,948명이 합격했다. 2023년에는 미국에서 대학교들을 비교할때 쓰이는 U.S. News의 대학교순위 (Best National University Rankings)에서는 10위를 차지했고 세계적인 언론사인 Forbes의 미국의 최고대학교 순위 (America's Top Colleges)에서는 펜실베이니아 대학교(University of Pennsylvania), 다트머스 대학교 (Dartmouth College), 하버드 대학교 (Harvard University), 코넬대학교 (Cornell University), 브라운 대학교(Brown University)인 8개의 아이비리그 대학중 5군데를 제치고 9위를 차지했다.

## 각종 평가
2013년 《U.S. 뉴스 & 월드 리포트》 순위에서 미국 종합대학 학부 중 7위에, 2014년 영국 타임스 고등교육 세계 대학 평가에서 세계 17위에, 2014년 중국 세계 대학 학술 순위에서 세계 31위에, 타임스 고등교육 세계 대학 학계 평판도 순위에서 세계 30위, 2013년 영국 QS 세계 대학 순위에는 세계 23위에, 2013년 사우디아라비아 세계대학랭킹센터(Center for World University Rankings)가 발표한 세계 대학 순위에는 세계 25위에, 2013년 《뉴욕 타임즈》 세계 대학 고용 선호도 순위에서는 세계 31위에 랭크되어 있다.
전문대학원의 경우 2017년 《U.S. 뉴스 & 월드 리포트》 순위에서 Physician Assistant Program 이 1위, 간호대학 이 4위, 간호실무 박사 (DNP) 부분에서 3위, 로스쿨이 12위, 의학대학원이 연구 부분에서 8위, 내과 부분에서 5위를 차지했다. 경영대학원은 《블룸버그 비즈니스위크》의 2017년 세계 경영대학원 순위에서 6위를 기록했다.

## 아카데믹과 스포츠

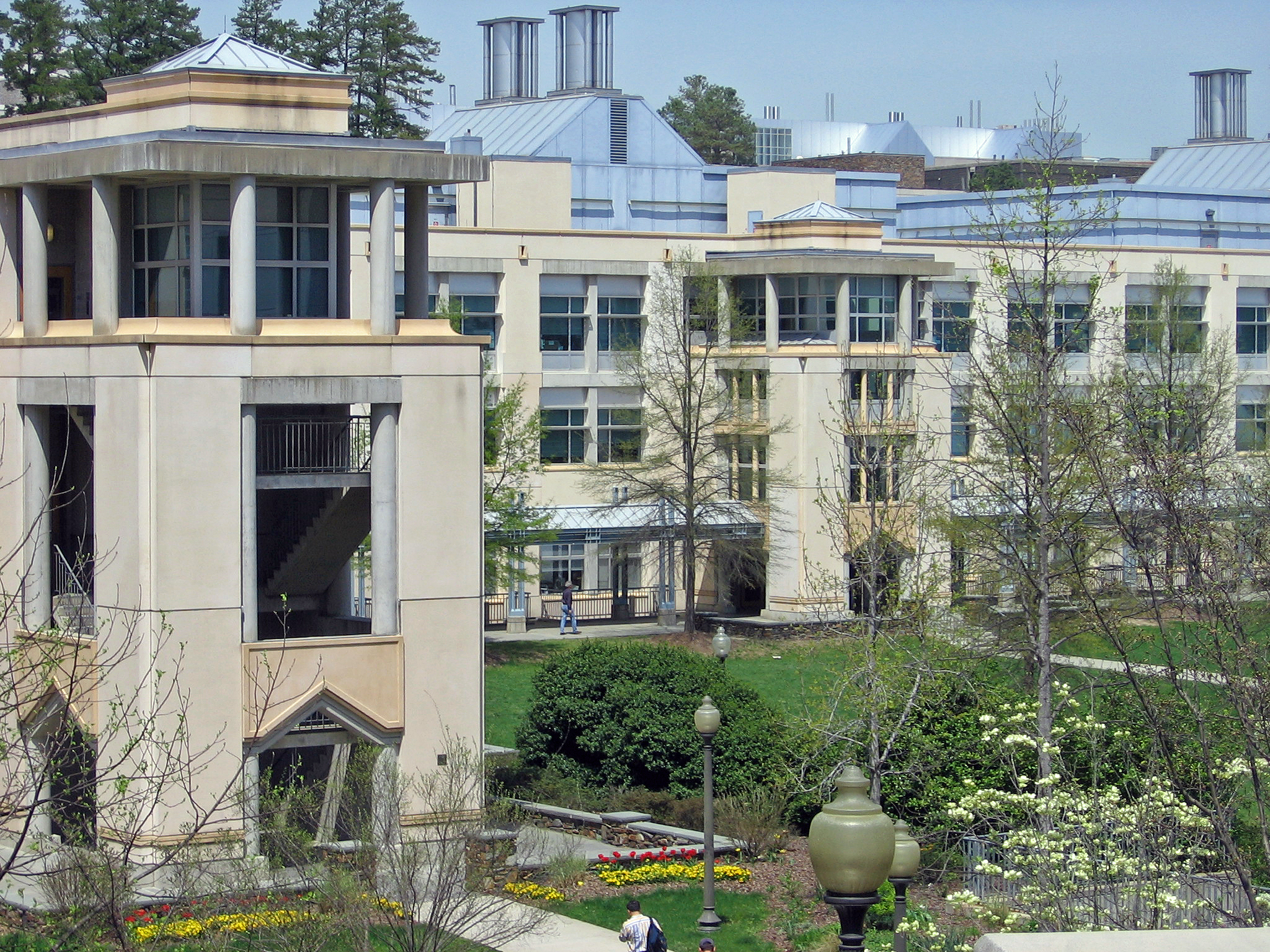
듀크 대학교 캠퍼스

트리니티 문리대에서 가장 인기있는 학과들은 경제학과, 공공정책학과, 정치학과, 생물학과 등이며 프래트 공과대학에서는 생의공학 (Biomedical Engineering)이 최고의 명성을 떨치고 있다. 듀크대는 학부중심 대학이지만 대학원 역시 우수하여 듀크대의 간호대학원 (Duke University School of Nursing), 신학대학원 (Duke University Divinity School), 법학대학원(Duke University School of Law), 의학대학원(Duke University School of Medicine), 경영대학원(Fuqua School of Business)은 우수한 평가를 받고 있다.
듀크 대학은 스포츠에서도 괄목할만한 실력을 과시하고 있다. 스포츠팀은 블루 데빌 (파란 악마; Blue Devils) 이라고 부르며, 미 대학경기연맹(National Collegiate Athletic Association)의 I-A 디비젼, 대서양 해안 리그 (Atlantic Coast Conference)에 있다. 농구팀은 여러 차례 전국 챔피언을 차지한 관록을 자랑하고 있으며, 2010년에 듀크 대학 역사상 4번째 우승을 기록했다. 여자 골프와 남자 라크로스는 2002년 전국 챔피언의 자리에 올랐었다.

## 건축술
서캠퍼스의 고딕양식의 건물 때문에, 가끔 듀크를 "고딕 동화의 나라" (Gothic Wonderland) 라고 부른다. 일학년 학생의 동캠퍼스는 조지 왕조 건축술로 지었다.

## 총장
유니언 인스티투트:

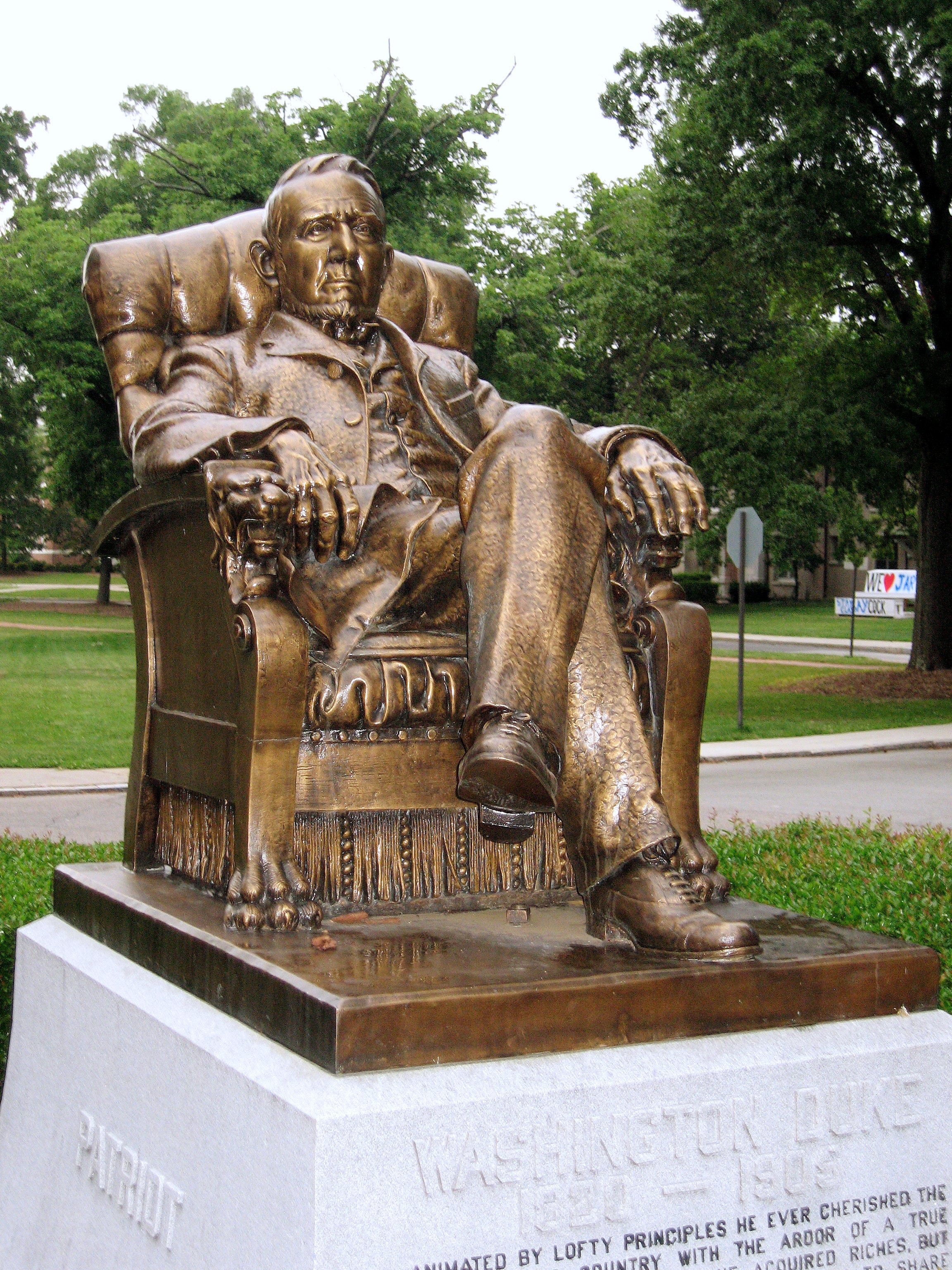
워싱턴 듀크 동상

- 1838-1842: 브랜틀리 요크(Brantley York) 총장
- 1842-1851: 브랙스턴 크레이븐(Braxton Craven), 총장

노말 대학:
- 1851-1859: 브랙스턴 크레이븐(Braxton Craven), 총장

트리니티 대학:
- 1859-1863: 브랙스턴 크레이븐(Braxton Craven), 총장
- 1863-1865: 윌리엄 트릭 개너웨이(William Trigg Gannaway), 임시총장
- 1866-1882: 브랙스턴 크레이븐(Braxton Craven), 총장
- 1883-1884: 마키 라파예트 우드(Marquis Lafayette Wood), 총장
- 1887-1894: 존 프랭클린 크로웰(John Franklin Crowell), 총장
- 1894-1910: 존 칼라일 킬고(John Carlisle Kilgo), 총장
- 1910-1924: 윌리엄 프레스턴 퓨(William Preston Few), 총장

듀크 대학:
- 1924-1940: 윌리엄 프레스턴 퓨(William Preston Few), 총장
- 1941-1948: 로버트 리 플라워스(Robert Lee Flowers), 총장
- 1949-1960: 아서 홀리스 이든스(A. Hollis Edens), 총장
- 1960-1963: 줄리언 데릴 하트(Julian Deryl Hart), 총장
- 1963-1969: 더글러스 M. 나이트(Douglas M. Knight), 총장
- 1969-1985: 테리 샌퍼드(Terry Sanford), 총장
- 1985-1993: 키스 브로디(Keith Brodie), 총장
- 1993-2004: 낸 키오한(Nan Keohane), 총장
- 2004-: 리처드 브로드헤드(Richard Brodhead), 총장

## 저명한 졸업생

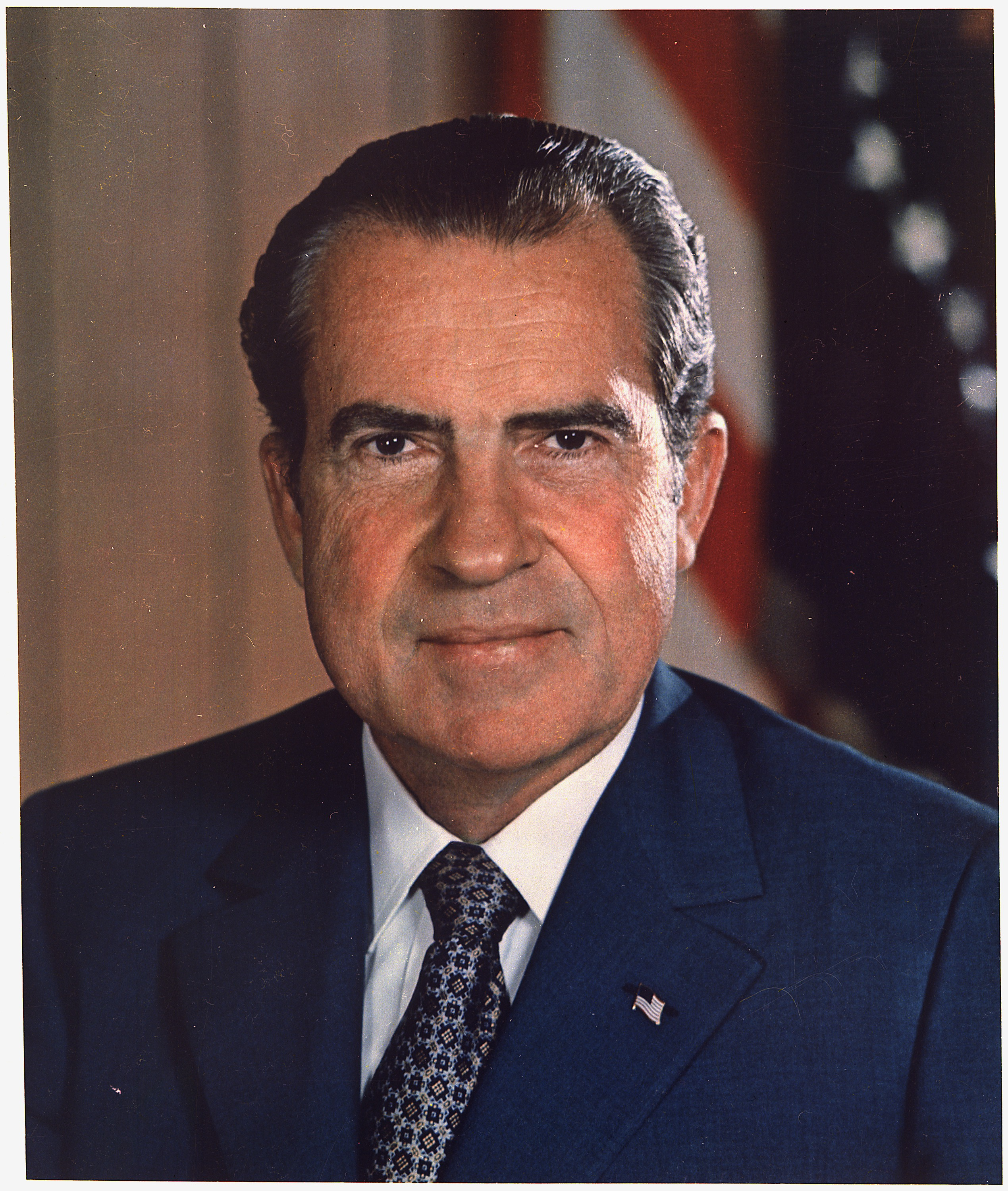
리처드 닉슨, 로스쿨 (LL.B. 1937)

듀크대학교 로스쿨을 전액장학생으로 입학하고 전교 3등으로 졸업한 제37대 미국 대통령 리처드 닉슨이 가장 대표적인 동문이다. 전 교통부 장관 엘리자베스 돌, 제33대 칠레 대통령 리카르도 라고스, 대통령 후보로 세번이나 출마했던 하원의원 론 폴과 그의 아들 상원의원 랜드 폴 및 보훈성 장관 에릭 신세키와 미국의 18대 합동참모의장 마틴 뎀프시도 듀크 출신이다.
재계에는 애플 CEO 팀 쿡, 세계 최대의 사모펀드 중 하나로 알려져 있는 칼라일 그룹의 설립자 데이비드 루빈스타인 회장, 전 제너럴 모터스 회장 릭 왜거너, 전 모건 스탠리 CEO 겸 회장 존 맥, 빌 게이츠의 부인이자 빌 & 멀린다 게이츠 재단의 공동 설립자 멀린다 게이츠 등이 있다. 배우로는 한국계 미국인인 켄 정이 의학 예과(Pre-med)와 동물학(Zoology)을 전공한 것으로 알려져 있다.
스포츠계에는 전 NBA 농구선수 그랜트 힐이 있고 
한인 동문으로는 현재 LG유플러스 부회장(CEO)인 이상철 등이 있다.

## 갤러리

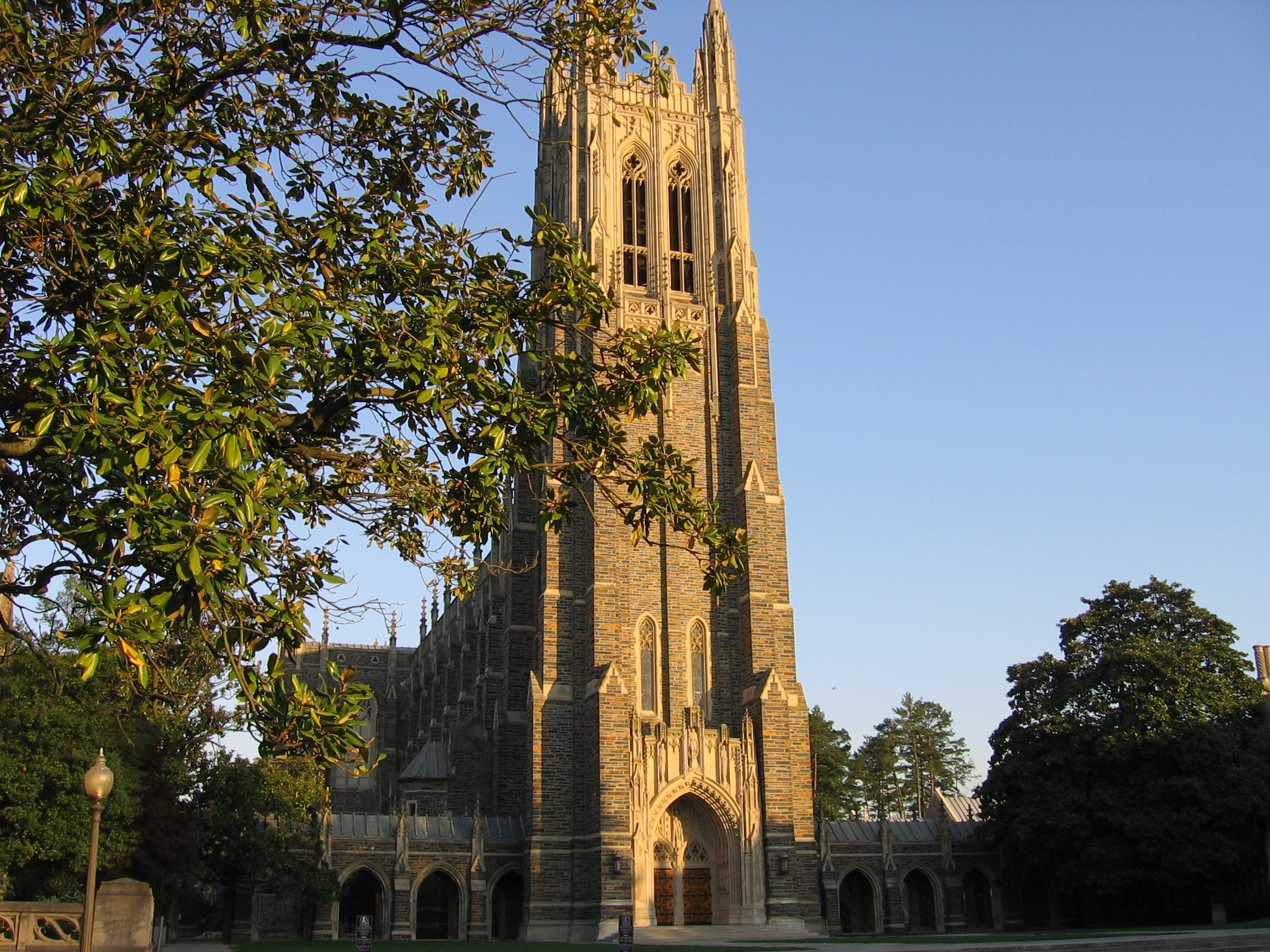
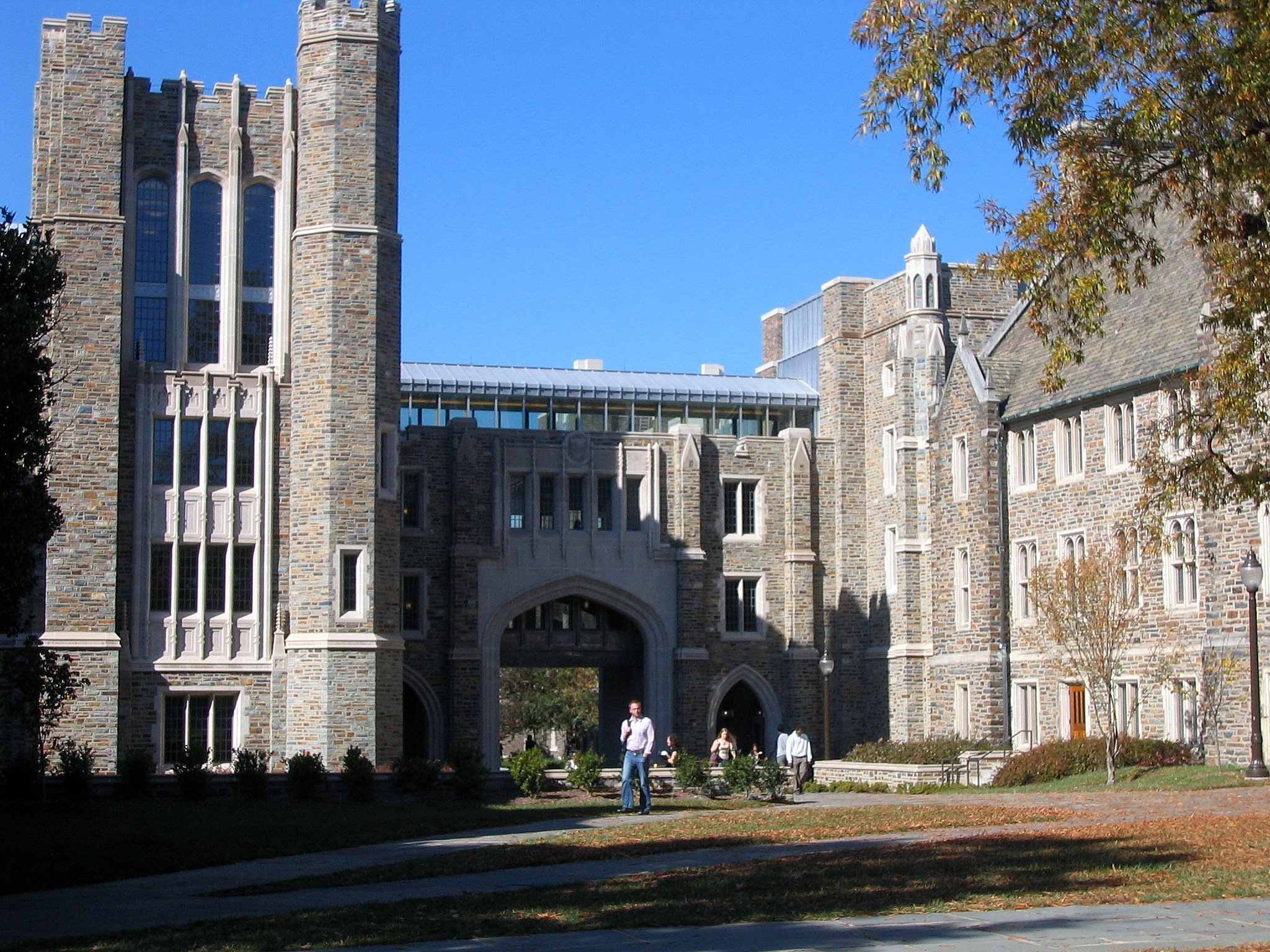
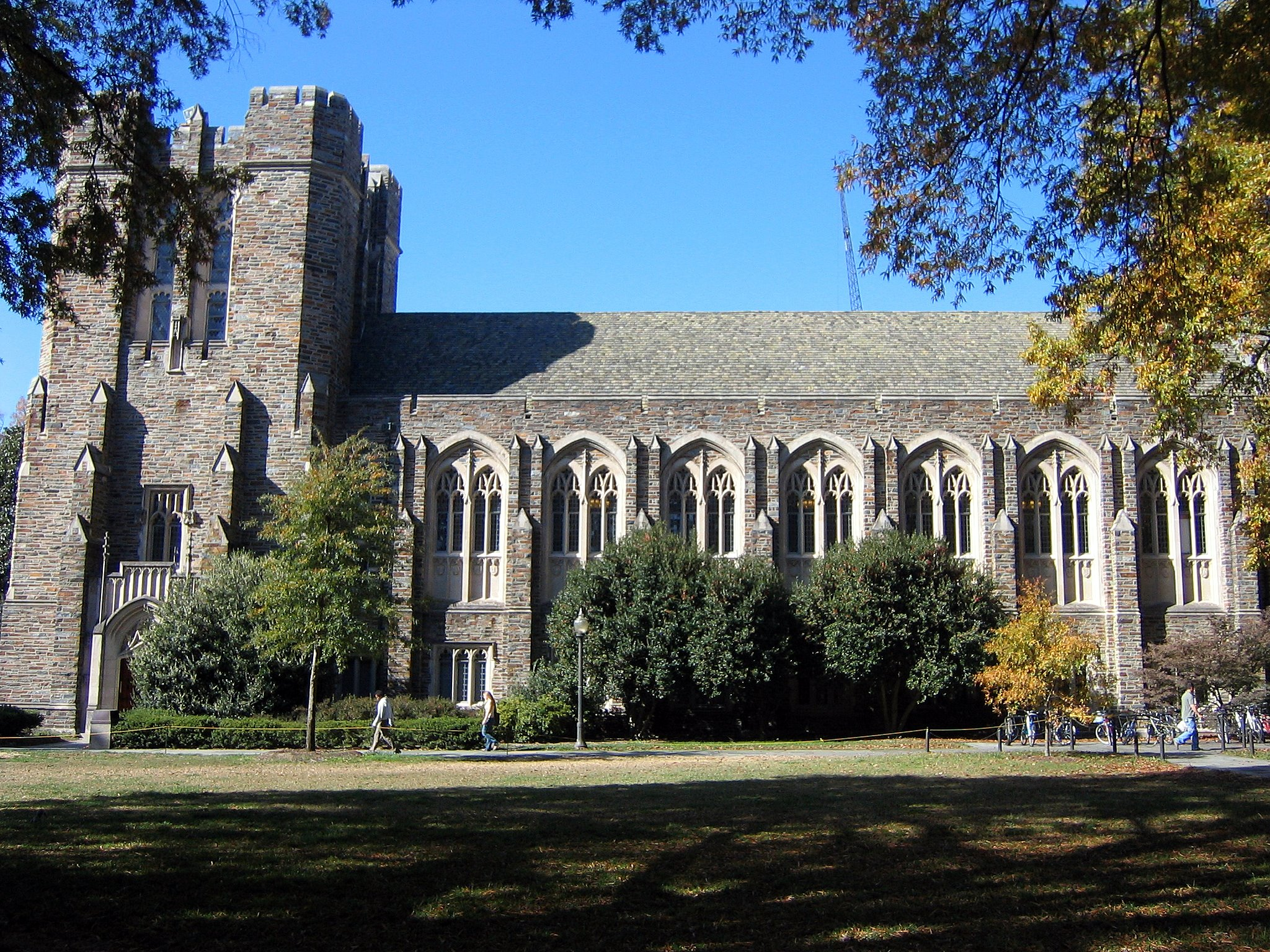
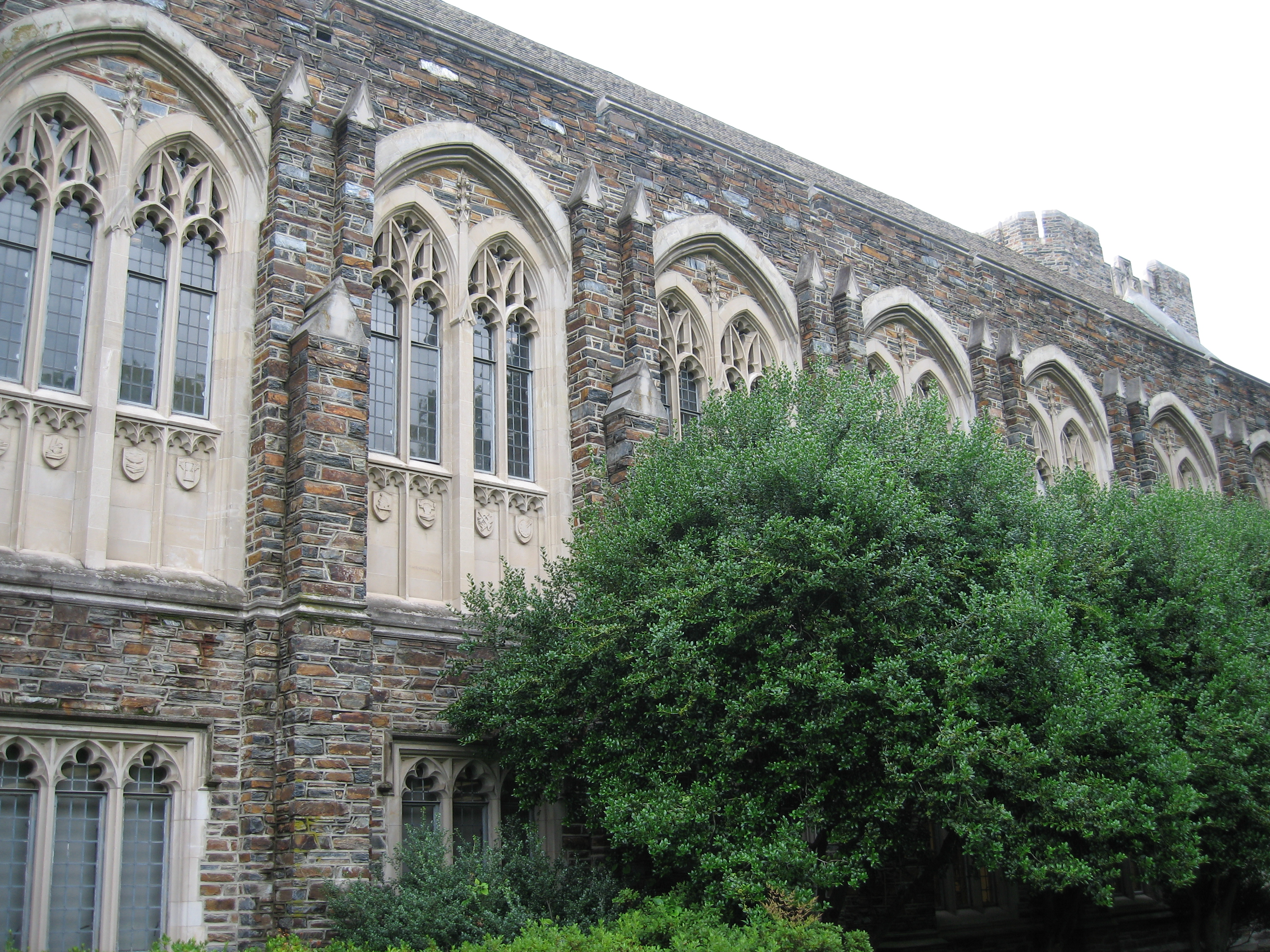
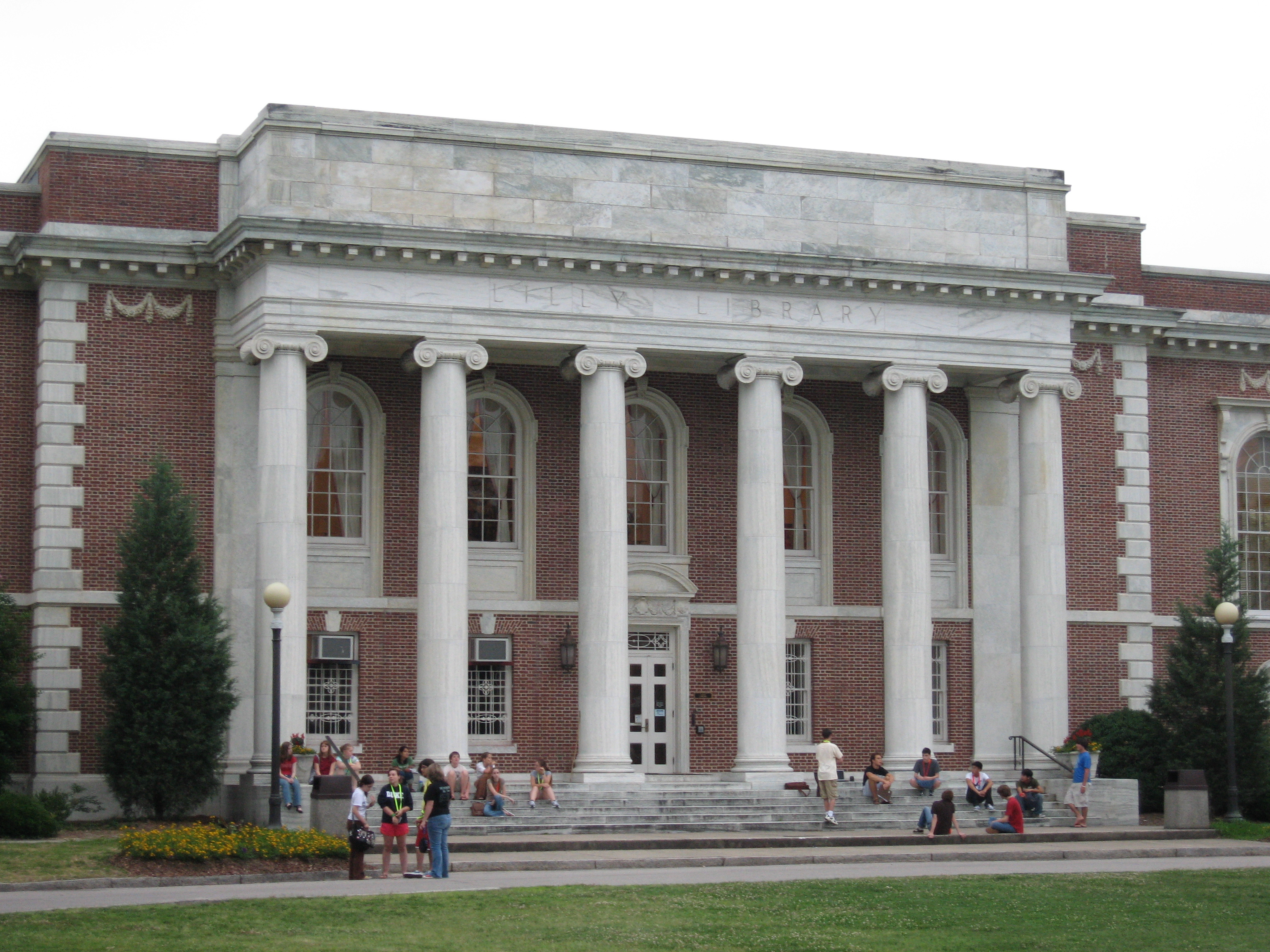
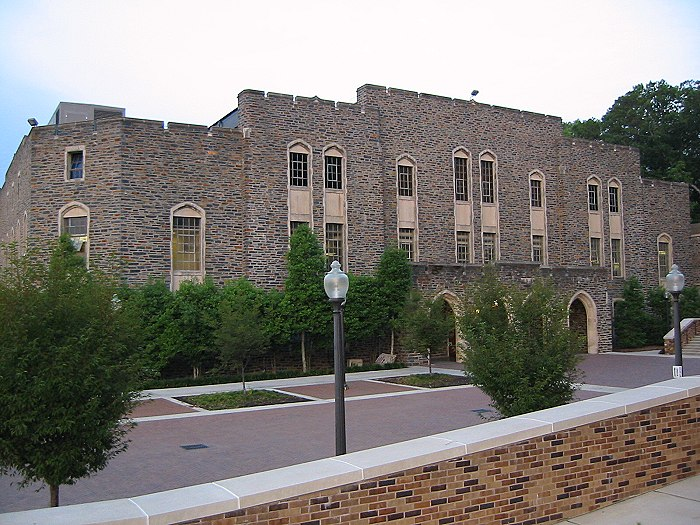
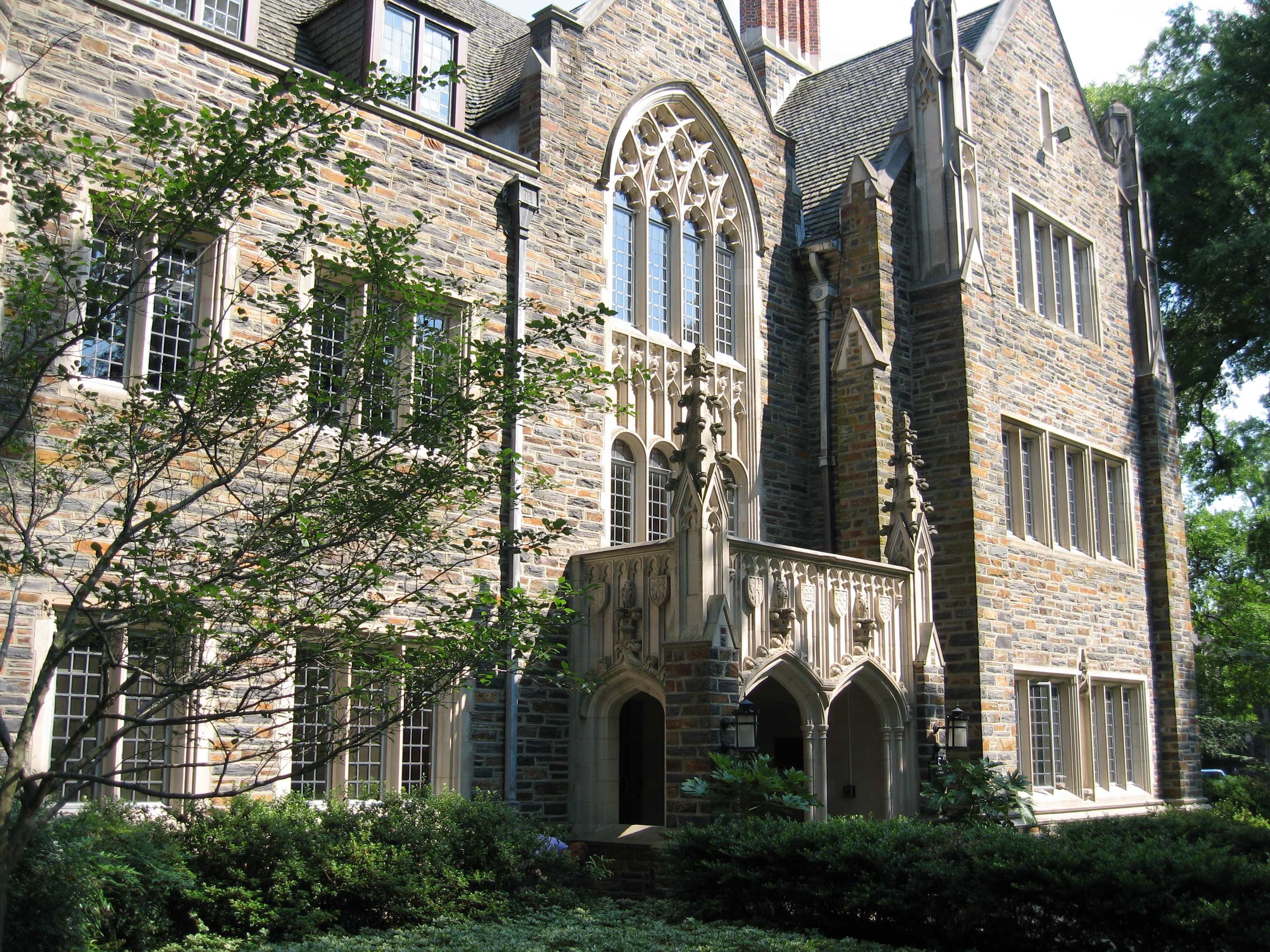
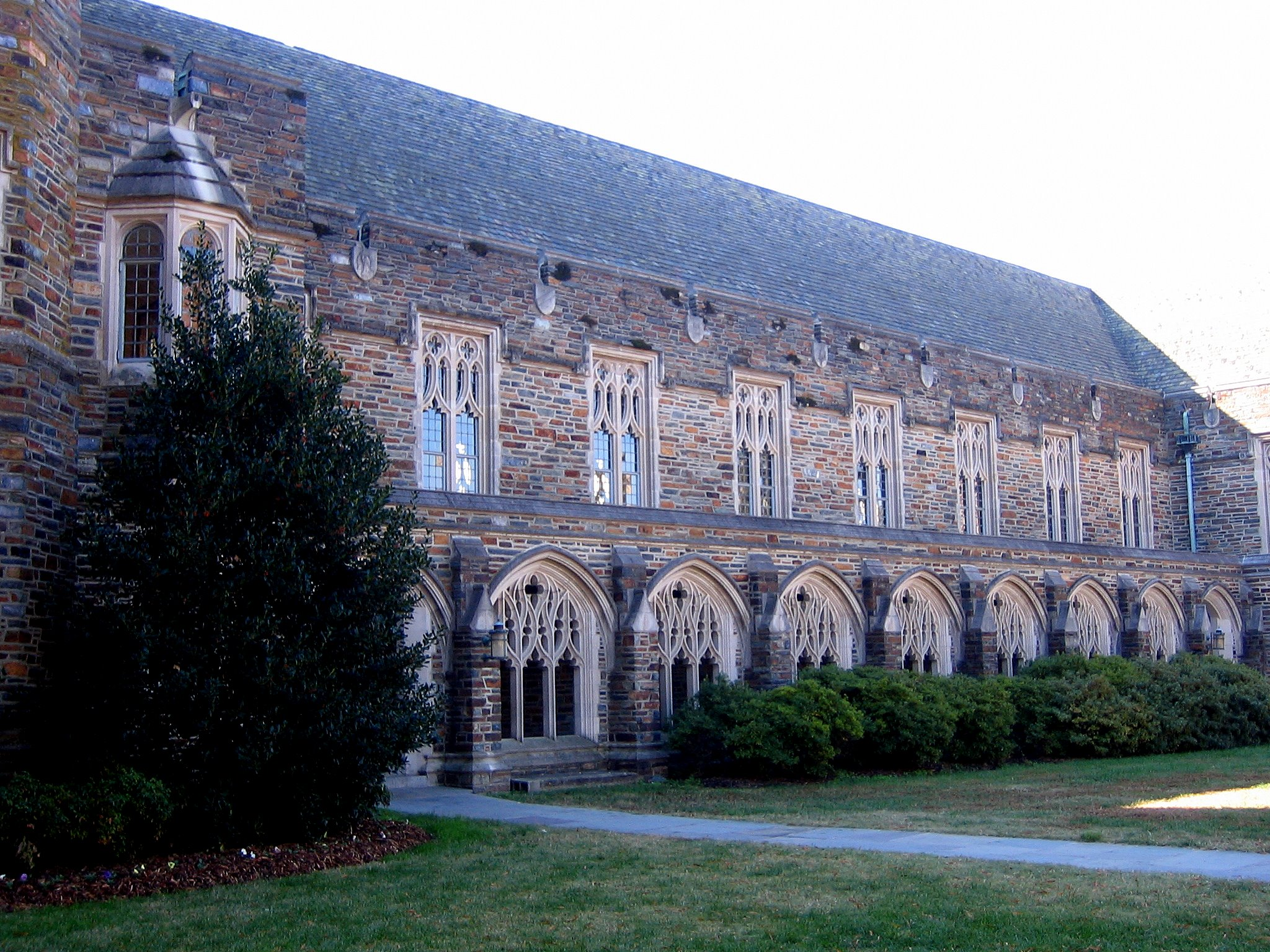
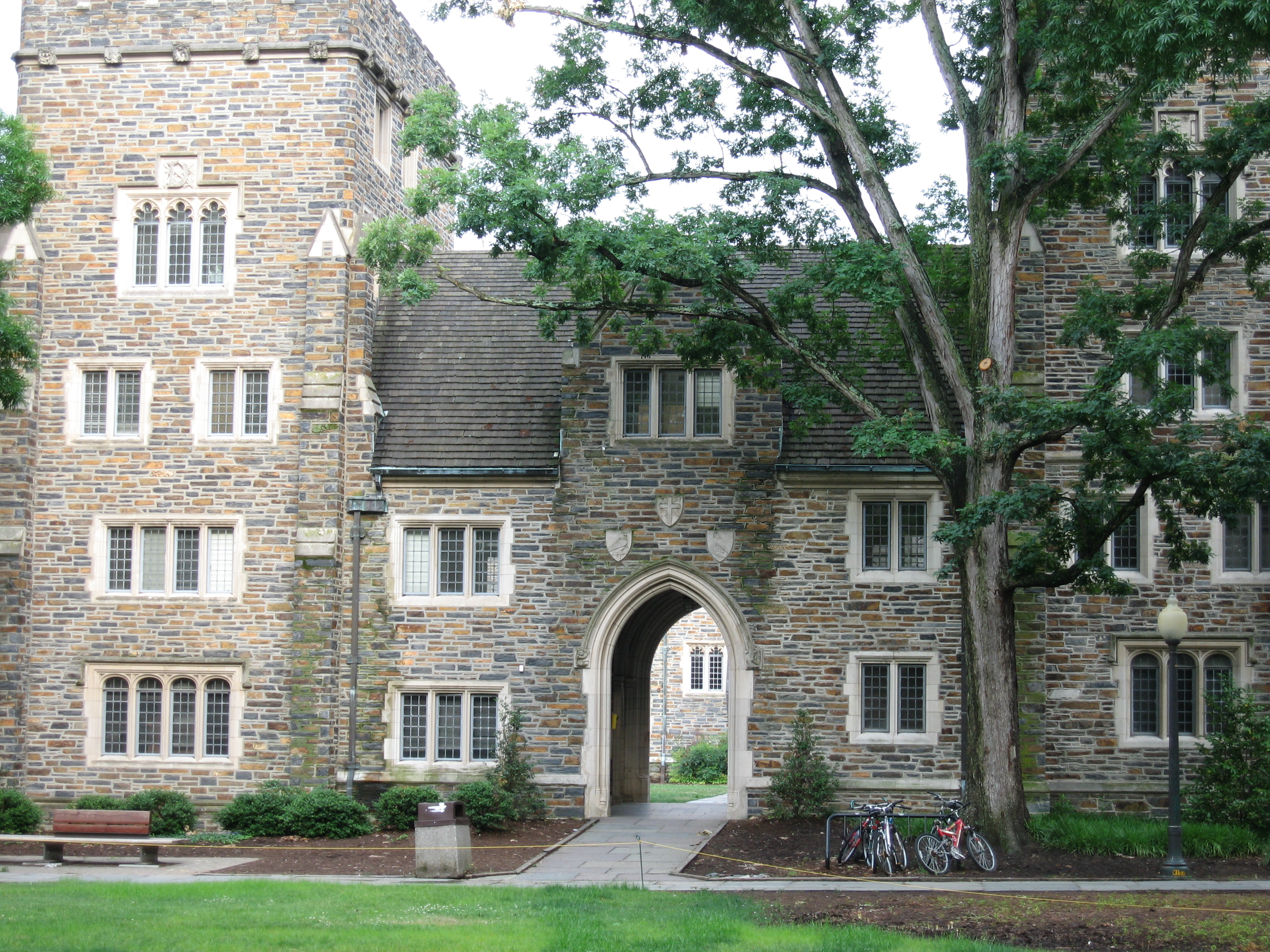
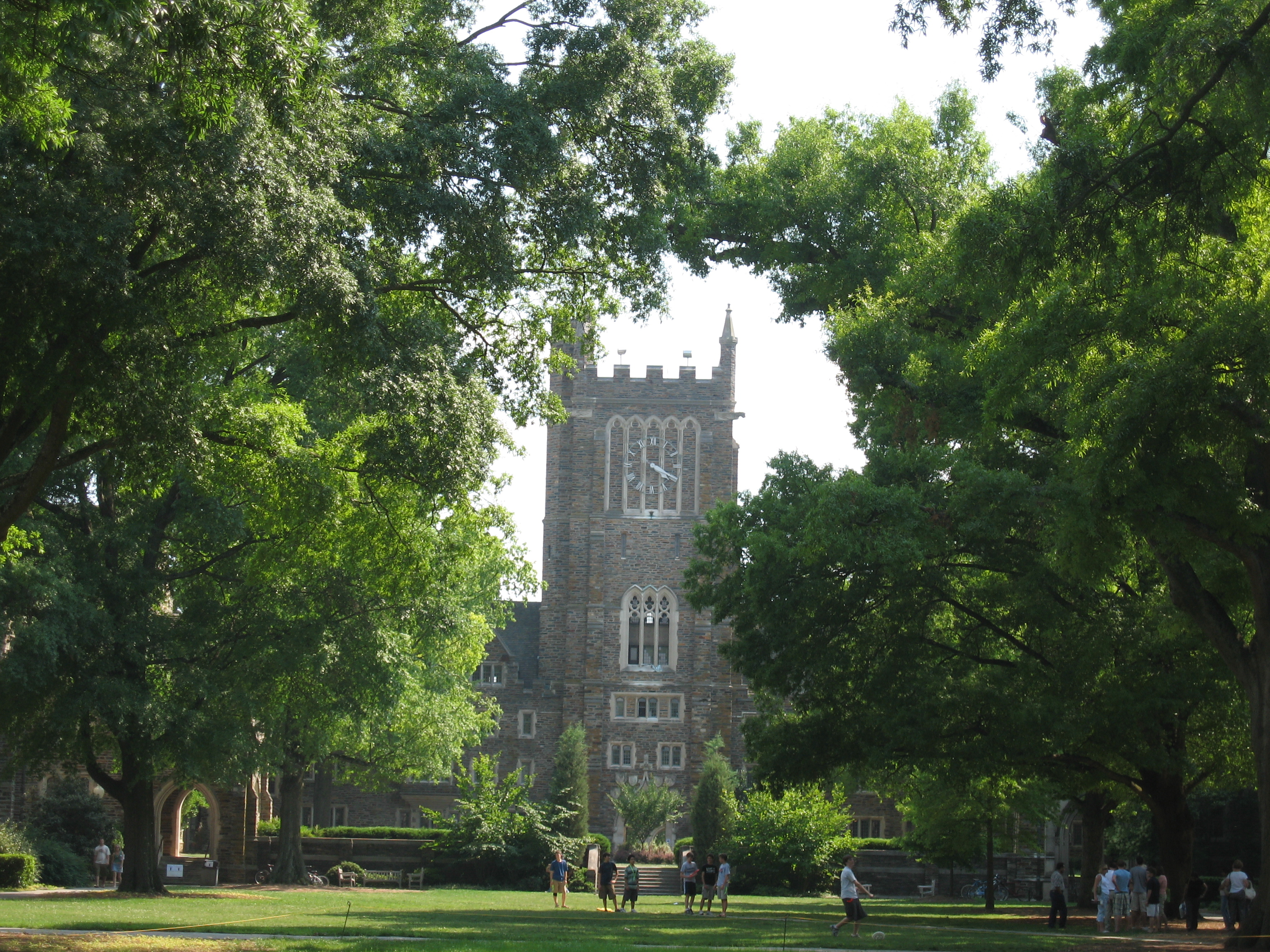
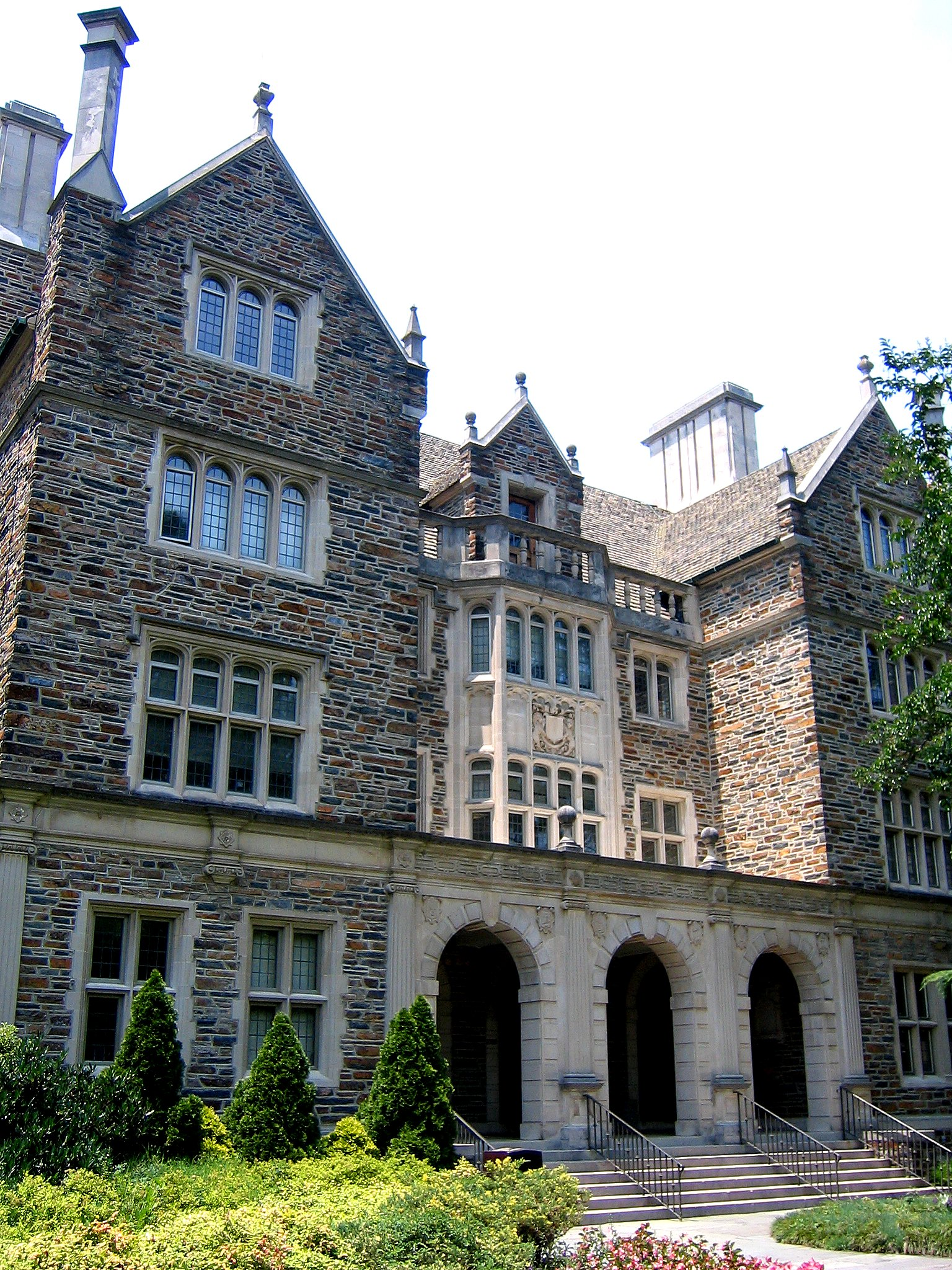
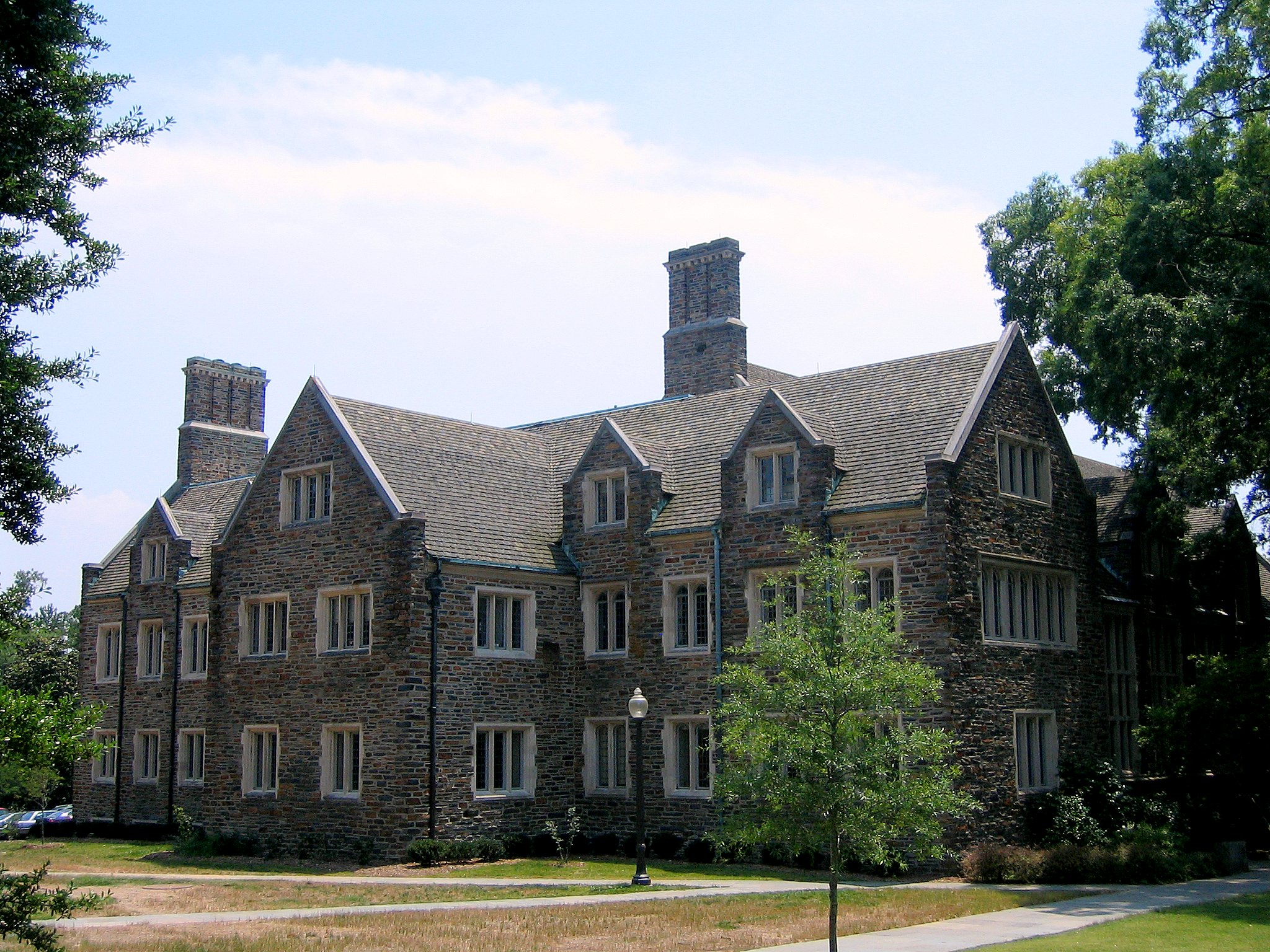
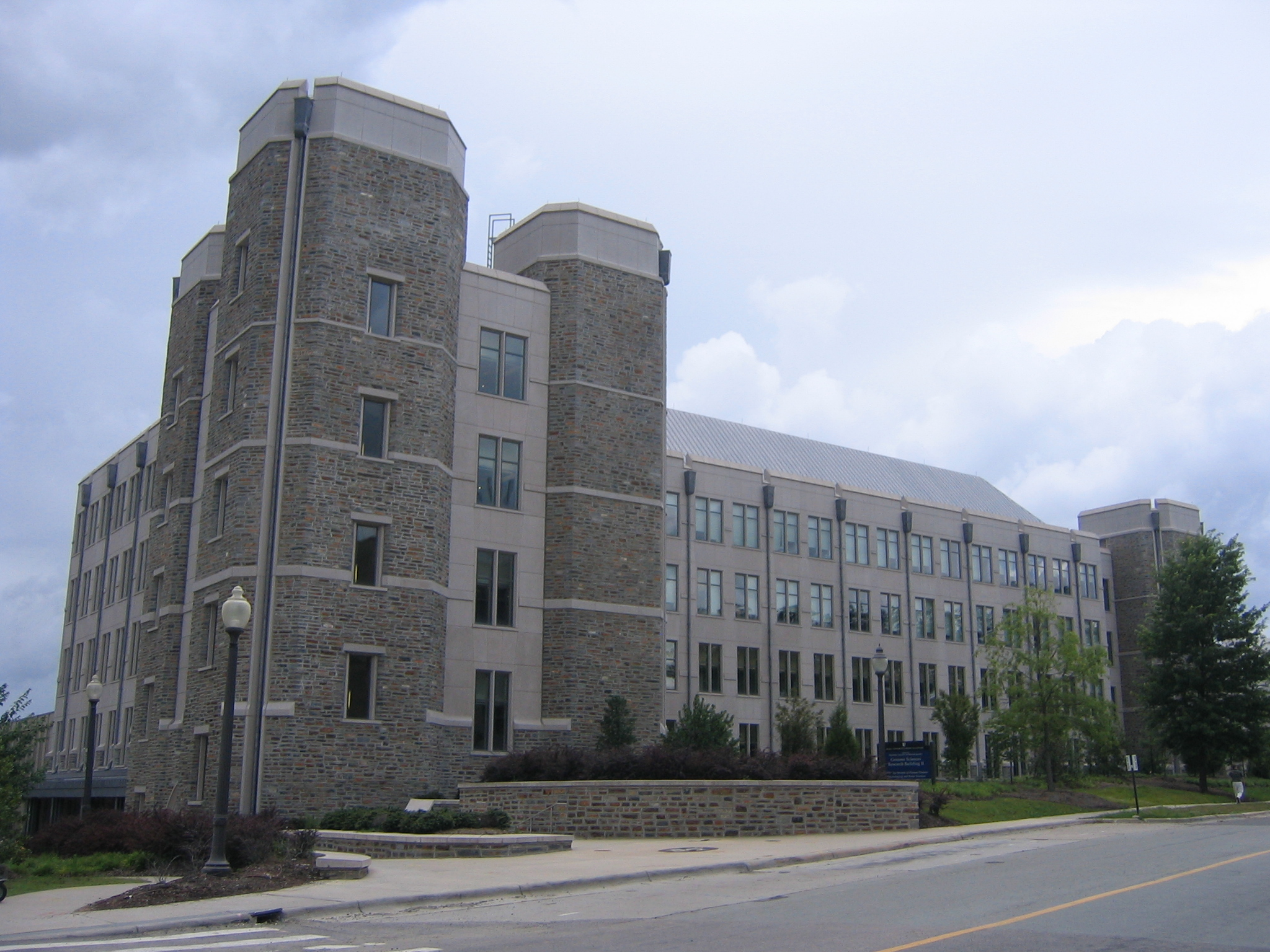
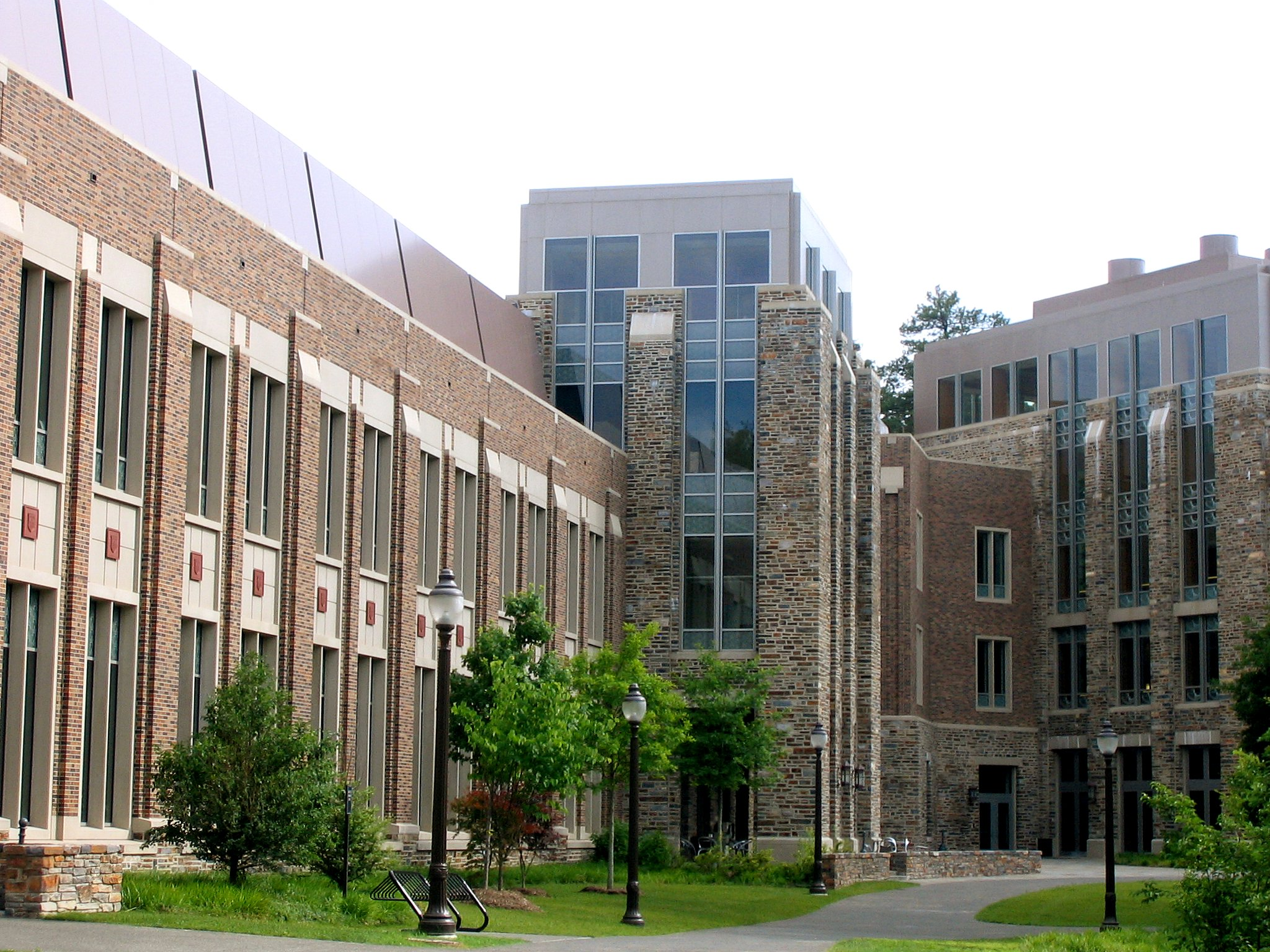
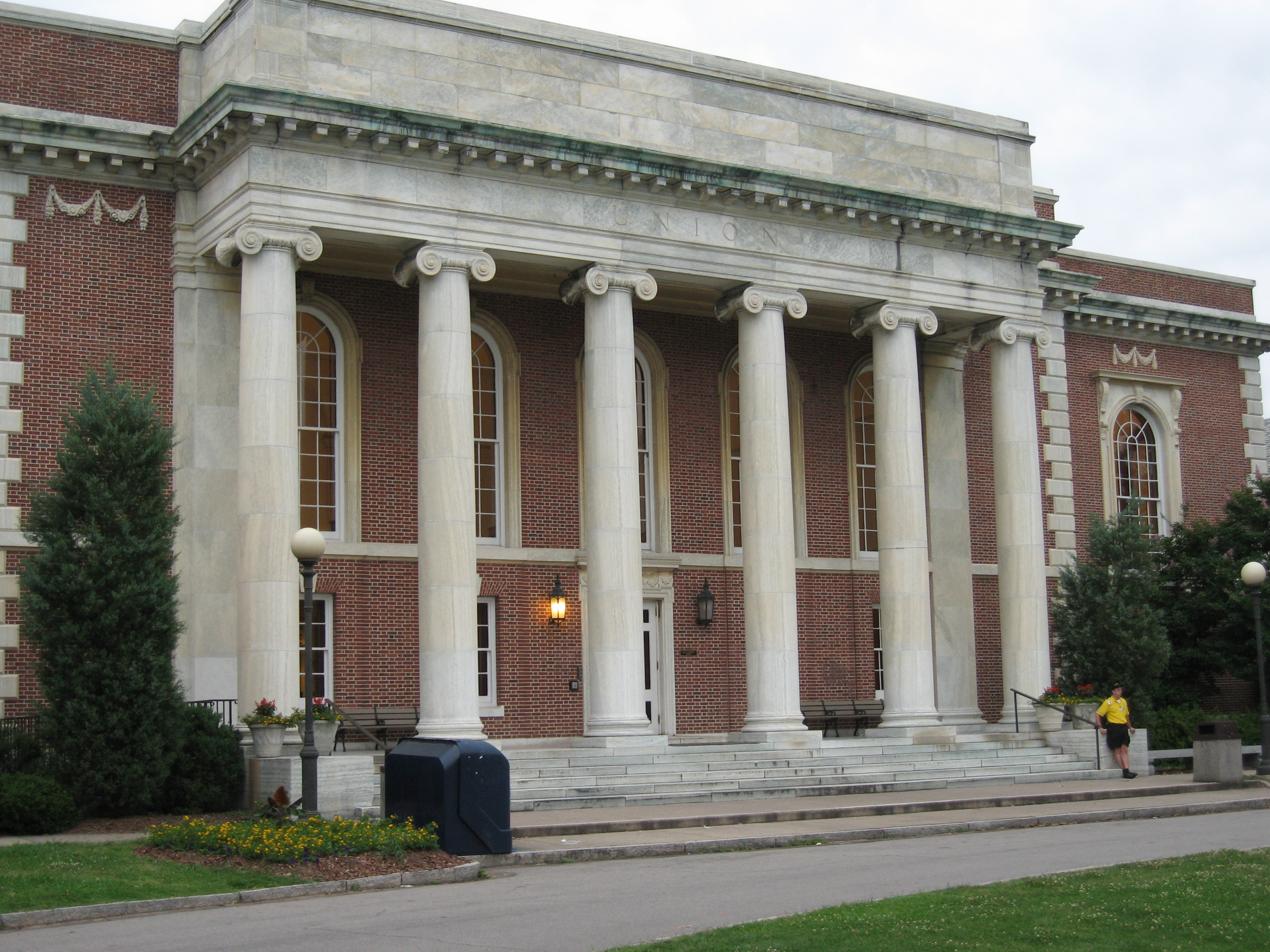

## 같이 보기
- 듀크 대학교 법학대학원